# Сангвінік

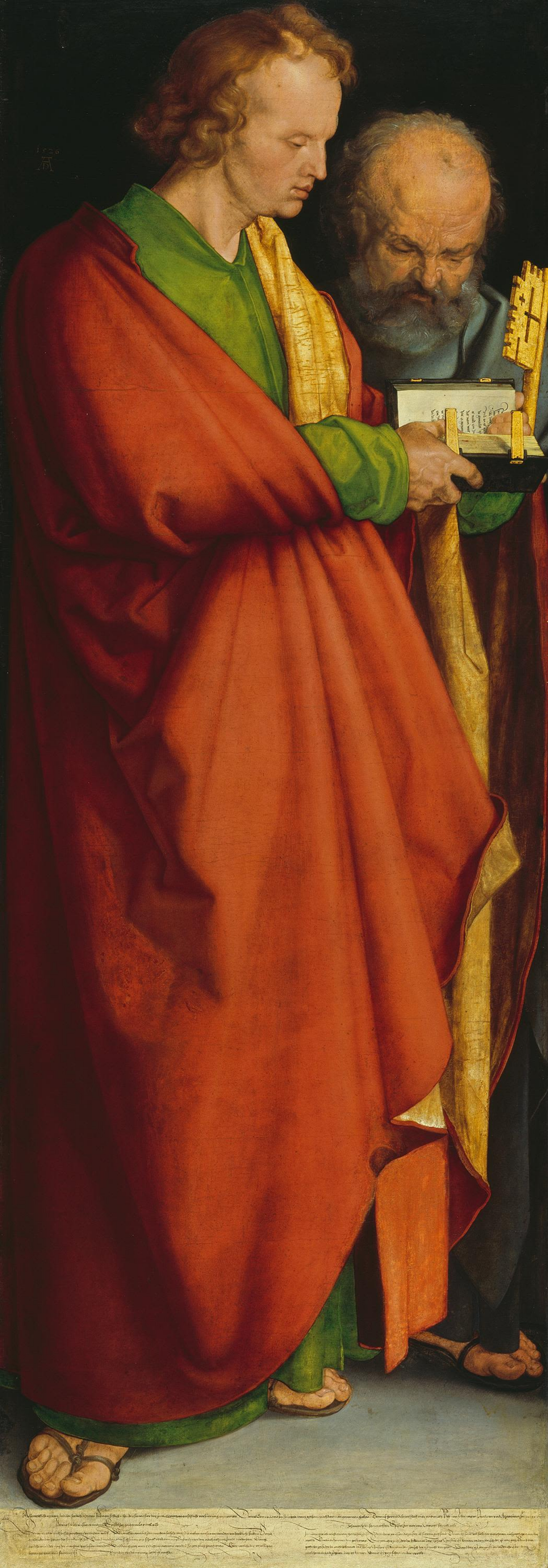
Чотири апостоли Альбрехта Дюрера, зображення чотирьох темпераментів: Іоан та Петро

Сангвінік (від лат. sanguis — «кров») — темперамент у класифікації Гіпократа. Людину сангвінічного темпераменту можна охарактеризувати як живу, рухливу, лабільну, яка швидко відгукується на навколишні події, порівняно легко переживає невдачі і неприємності. Такий темперамент мали австрійський композитор Вольфганг Амадей Моцарт та французький імператор Наполеон І Бонапарт.
Є підтипи темпераменту сангвінік, наприклад: товариський сангвінік та інші.